# Élections législatives allemandes de 1890
Les élections législatives allemandes de 1890 permettent d'élire pour la huitième fois les députés du Reichstag. Elles ont lieu le 20 février 1890. La participation atteint 71 %, ce qui est un peu moins élevé qu'aux élections précédentes.
Ce sont les premières élections du règne de l'Empereur Guillaume II. Elles sont marquées par les différends entre le chancelier impérial Otto von Bismarck et le nouveau souverain, qui à la différence de son grand-père Guillaume Ier, s'immisce dans la politique du pays. Il cherche à se construire de bonnes relations avec la classe ouvrière. Début février, contre l'avis de Bismarck, il propose de travailler sur un projet de loi sur la protection des travailleurs. Le chancelier y voit une concession à la social-démocratie. Le 25 janvier déjà, le chancelier a échoué à faire prolonger de manière indéfinie les lois antisocialistes. Cet échec est lié au fait que les partis du cartel, que sont les partis conservateur, conservateur libre et national-libéral, soutenant la politique du chancelier se sont désunis sur cette question, justement parce que l'Empereur a laissé entendre son opposition.
Les élections se soldent pas une terrible défaite pour les partis du cartel qui perdent 85 mandats. Les sociaux-démocrates sont par contre les grands vainqueurs : ils récoltent 19,7 % des voix, ce qui en fait pour la première fois le parti en ayant rassemblées le plus. Le scrutin étant majoritaire et le découpage des circonscriptions pénalisant les régions densément peuplées, ils sont fortement pénalisés au niveau des sièges, n'en obtenant que 35. Entre autres, ils gagnent dans de grandes villes : Königsberg, Hambourg, Brême, Hanovre, Magdebourg, Francfort-sur-le-Main, Mannheim, Nuremberg et Munich, ainsi que deux circonscriptions de Berlin. La même année les lois antisocialistes sont abrogées définitivement. Le parti est renommé en SPD. Le parti ayant le plus grand groupe parlementaire reste le Zentrum avec 108 députés, alors qu'ils ont obtenu 18,6 % des suffrages.
Des députés appartenant aux partis allemands, donc non régionaux, remportent pour la première fois des mandats en Alsace-Lorraine. Dans les autres régions, les partis des minorités profitent de la faiblesse des partis du cartel pour se renforcer. Les antisémites avec seulement 0,7 % parviennent à remporter 5 mandats. Ils sont surtout présent dans le Grand-duché de Hesse et dans la province de Hesse-Nassau.
Bismarck quitte le pouvoir quelques mois après ces élections. Son successeur, Leo von Caprivi, dirige avec une majorité changeante. La durée des mandats législatifs est augmentée à 5 ans le 18 mars 1888, mais le parlement est tout de même dissout en 1893.

## Résultats
| Famille politique | Famille politique | Parti                            | Parti | Voix       | Voix   | Voix             | Sièges, | Sièges, | Sièges,         |
| Famille politique | Famille politique | Parti                            | Parti | en million | en %   | comparées à 1887 | nb      | en %    | comparés à 1887 |
| ----------------- | ----------------- | -------------------------------- | ----- | ---------- | ------ | ---------------- | ------- | ------- | --------------- |
| Conservateurs     | Conservateurs     | Conservateur                     |       | 0,895      | 12,4 % | −2,8             | 73      | 18,4 %  | −7              |
| Conservateurs     | Conservateurs     | Conservateur libre               |       | 0,482      | 6,7 %  | −3,1             | 20      | 5,0 %   | −22             |
| Libéraux          | Droit             | National-libéral                 |       | 1,178      | 16,3 % | −5,9             | 41      | 10,3 %  | −56             |
| Libéraux          |                   | Autres libéraux                  |       | n/a        | n/a    | n/a              | 3       | 0,8 %   | ±0              |
| Libéraux          | Gauche            | Radical                          |       | 1,160      | 16,0 % | +3,1             | 66      | 16,6 %  | +34             |
| Libéraux          | Gauche            | Populaire                        |       | 0,148      | 2,0 %  | +0,8             | 10      | 2,5 %   | +10             |
| Catholiques       | Catholiques       | Zentrum                          |       | 1,342      | 18,6 % | −1,5             | 106     | 26,7 %  | +8              |
| Socialistes       | Socialistes       | Sociaux-démocrates (SAPD)        |       | 1,427      | 19,7 % | +9,6             | 35      | 8,8 %   | +24             |
| Minorités         | Minorités         | Welf                             |       | 0,113      | 1,6 %  | +0,1             | 11      | 2,8 %   | +7              |
| Minorités         | Minorités         | Polonais                         |       | 0,247      | 3,4 %  | +0,5             | 16      | 4,0 %   | +3              |
| Minorités         | Minorités         | Danois                           |       | 0,014      | 0,2 %  | ±0,0             | 1       | 0,3 %   | ±0              |
| Minorités         | Minorités         | Alsace-Lorraine                  |       | 0,101      | 1,4 %  | −1,7             | 10      | 2,5 %   | −5              |
| Antisémites       | Antisémites       | Parti populaire antisémite (AVP) |       | 0,048      | 0,7 %  | +0,5             | 4       | 1,0 %   | +3              |
| Antisémites       | Antisémites       | Parti social allemand (DSP)      |       | 0,048      | 0,7 %  | +0,5             | 1       | 0,3 %   | +1              |
|                   |                   | Divers                           |       | 0,075      | 1,0 %  | +0,4             | -       | -       | ±0              |
| Total             | Total             | Total                            | Total | 7,229      | 100 %  |                  | 397     | 100 %   |                 |

## Groupes parlementaires
Tous les députés ne rejoignent pas le groupe parlementaire de leur parti, certains restent également sans groupe parlementaire. 7 députés Welf viennent s'ajouter au groupe Zentrum. À cause de décès et de non acceptation de mandats, le parlement n'a que 394 députés à son ouverture. Les effectifs des différents groupes parlementaires sont les suivants :
| Zentrum                   | 113 |
| Conservateur              | 71  |
| Radical                   | 64  |
| National-libéral          | 41  |
| Sociaux-démocrates (SAPD) | 35  |
| Conservateur libre        | 20  |
| Polonais                  | 16  |
| Parti populaire           | 10  |
| Indépendants              | 27  |